# 白鬚線
白鬚線（日语：／ Shirahige sen */?）曾經是一條連結日本東京府東京市向島區（現：東京都墨田區）的向島站至白鬚站，屬於京成電氣軌道（後來的京成電鐵）的鐵路線（廢線）。

## 路線資料
- 路線距離（營業距離）：1.4公里[1]
- 軌距：1372毫米[1]
- 站數：4個（包括向島站、白鬚站）
- 複線路段：全線複線（後年單線化）
- 電氣化路段：全線電氣化（直流600V）
- 閉塞方式：

## 歷史
- 1918年（大正7年）5月1日：下付軌道特許狀（南葛飾郡寺島村大字寺島字水道向-同村同大字字馬場間）[2]。
- 1920年（大正9年）6月21日：特許失效（南葛飾郡寺島村大字寺島字馬場十番地-同村同大字字馬場八番地間之取得工程施工認可）[3]。
- 1928年（昭和3年）4月7日：開業[1]。
- 1936年（昭和11年）3月1日：全線廢除[4]。

## 車站列表
向島站 - 長浦站 - 玉之井站（紀錄作「京成玉之井站」） - 白鬚站